# Die Welt (Herzl)
Die Welt ("O Mundo") foi um jornal semanal fundado por Theodor Herzl em maio de 1897 em Viena. Criado para promover o sionismo, proclamou-se corajosamente como um jornal judeu (Judenblatt). De 1897 a 1900, o jornal foi editado por Erwin Rosenberger.
Até 1914, foi o principal órgão do movimento sionista, o que foi oficializado no quinto Congresso Sionista Mundial, em 1901.

## História
Die Welt era publicado semanalmente na própria editora de Herzl. Ele desenvolveu a ideia em maio de 1897, anotando em seu diário que Die Welt seria o veículo definitivo de grande circulação para a Organização Sionista, e que tal jornal era "uma necessidade que não pode mais ser ignorada." A primeira edição apareceu em 4 de junho de 1897. Pouco antes, em 14 de maio, Herzl escreveu para seu apoiador Max Nordau, brincando que "A Neue Freie Presse é como minha esposa legítima. Com Die Welt estou mantendo uma amante – só posso esperar que ela não me arruíne". O editorial na primeira edição afirmava que Die Welt promovia "a solução conciliadora para a questão judaica". A produção foi inicialmente baseada em Viena, mas mais tarde mudou-se para Berlim.

## Conteúdo
A circulação do jornal variava amplamente, geralmente alcançando pelo menos 3.000 cópias vendidas, e às vezes mais de 10.000 cópias.
Die Welt tinha uma mistura de conteúdos. Além de informações sobre o movimento sionista e notícias sobre o assentamento judeu na Palestina, ele relatava notícias gerais relevantes ao judaísmo ou sionismo, incluindo atualizações a respeito da disseminação do antissemitismo. O Caso Dreyfus estava se desenrolando durante sua publicação, e ele regularmente reportava sobre novos desenvolvimentos. Ele também publicou um artigo escrito pelo próprio Dreyfus sobre o sionismo. O jornal também se opunha às correntes assimilacionistas dentro do judaísmo ocidental.
Incluía ensaios culturais e filosóficos e traduções da literatura hebraica e iídiche. Buscava artigos de não-judeus promovendo o sionismo como solução para a "questão judaica", e permanecia em grande parte focado nos aspectos positivos da aspiração, tendendo a ignorar críticas ou objeções. Controvérsia foi criada por um artigo extremamente agressivo de Nordau atacando o sionista cultural Ahad Ha’am, que havia desafiado a visão de Herzl. A linguagem abusiva de Nordau, chamando Ha'am de "aleijado, corcunda" e o "escravo desprezado de pogromchiks intolerantes que brandem chicotes", causou indignação entre nacionalistas judeus e sionistas.

## Colaboradores
- Editores : Paul Naschauer ( de jure ); Bertold Feiwel; AH Reich; Leopold Kahn; Júlio Uprimny; Siegmund Werner; Nahum Sokolow ; Isidor Schalit; Erwin Rosenberger; Leon Kellner ; Isidor Marmorek; Jacob Klatzkin ; e Martin Buber .
- Equipe editorial : SR Landau ; Siegmund Werner; Erwin Rosenberger; Bertold Feiwel; AH Reich; Júlio Uprimny; Abraham Coralnik ; Júlio Berger; Maurício Zobel; N. Golant; Kurt Blumenfeld.
- Diretor Executivo : Alexander Ritter von Eiss (1897 – outubro de 1902); ele foi sucedido por Heinrich Polturak.

## Outras versões
Edições de curta duração em hebraico e iídiche do jornal foram publicadas em 1900. Além disso, uma revista sionista espanhola com um título diferente (El Progreso) foi emitida por Herzl, mas existiu apenas brevemente.
O jornal foi encerrado com o início da Grande Guerra em 1914. Após a guerra, periódicos sionistas surgiram como sucessores do Die Welt, incluindo o diário Wiener Morgenzeitung (1919–1927); a revista mensal Palästina (1927–1938); o semanário Jüdische Presse (1915–1934); e Die Neue Welt de Robert Stricker (1927–1938).
O conteúdo de Die Welt e das publicações sucessoras foram digitalizados no "Internet Archive of Jewish Periodicals".